# تشاو جيوي
تشاو جيوي (بالصينية: 赵继伟) مواليد 25 أغسطس 1995 في لياونينغ، هو لاعب كرة سلة صيني. بدأ مسيرته الاحترافية في سنة 2013. يلعب مع لياونينغ فلاينج ليباردز في الرابطة الصينية لكرة السلة كلاعب هجوم خلفي. يحمل الرقم 4. يبلغ طوله 6 قدم 1 بوصة (1.9 م). مثّل منتخب بلاده. شارك في دورة الألعاب الأولمبية الصيفية سنة 2016.

## روابط خارجية
- تشاو جيوي على موقع الاتحاد الدولي لكرة السلة (الإنجليزية)
- تشاو جيوي على موقع كرة السلة الأوروبية.كوم (الإنجليزية)
- تشاو جيوي على موقع ريلجم (الإنجليزية)
- تشاو جيوي على موقع بروبوليرز (الإنجليزية)
- تشاو جيوي على موقع سبورتس رفرنس (الإنجليزية)
- تشاو جيوي على موقع أوليمبيديا (الإنجليزية)
- تشاو جيوي على موقع اللجنة الأولمبية الصينية (الإنجليزية)